# دانشگاه دولتی باکو
دانشگاه دولتی باکو (در زبان ترکی آذربایجانی:باکی دولت یونیورسیتیسی یا Bakı Dövlət Universiteti) یک دانشگاه عمومی است که در شهر باکو، جمهوری آذربایجان واقع شده است. این دانشگاه در سال ۱۹۱۹ میلادی به تصویب مجلس شورای جمهوری دمکراتیک آذربایجان رسید و بنا شد. این دانشگاه با رشته‌های تاریخ، علم زبان، فیزیک، ریاضیات، قانون و پزشکی کار خود را شروع کرده است.
این دانشگاه عضو اتحادیه دانشگاه‌های قفقاز می‌باشد.

## نگارخانه

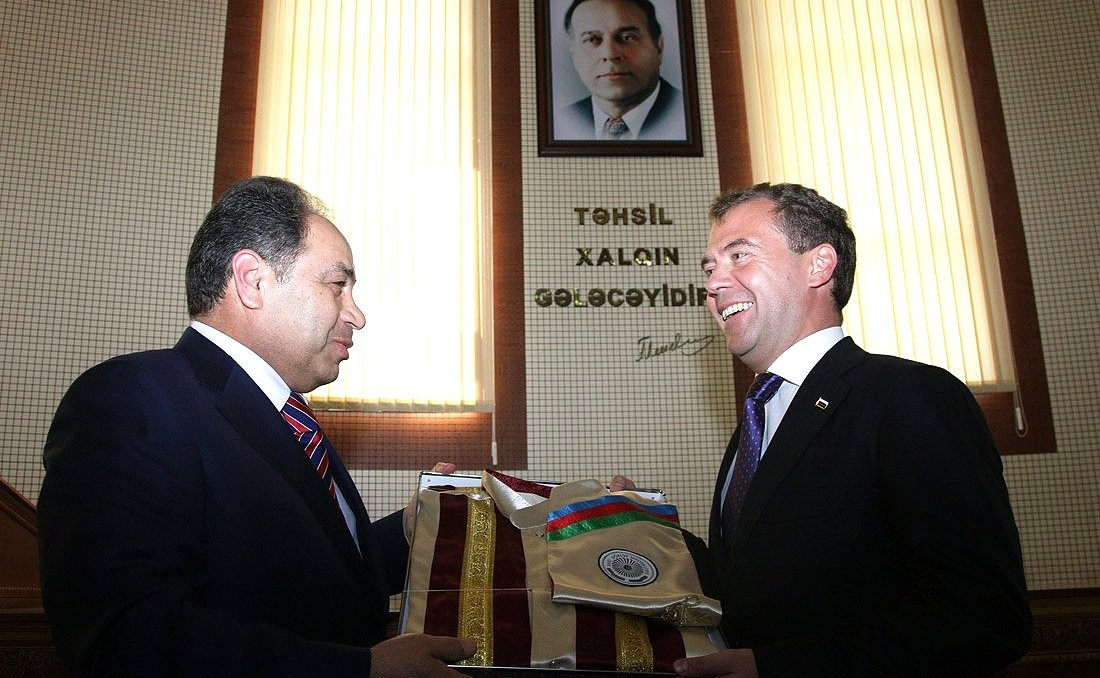

## رشته‌ها و انجمن‌های علمی
- ریاضیات و اقتصاد و فیزیولوژی
- فیزیک
- مکانیک و ریاضیات
- شیمی
- زیست‌شناسی
- زمین‌شناسی
- جغرافیا
- تاریخ
- زبان‌شناسی
- خداشناسی
- قوانین و ارتباطات بین‌الملی
- روزنامه‌نگاری
- قانون
- مطالعات آسیایی
- علوم اجتماعی و روان‌شناسی
- مطالعات کتاب‌خانه‌ای